# Ivan Tomić
Ivan Tomić (en serbi: Иван Томић; nascut el 5 de gener de 1976) és un exfutbolista serbi, que ocupava la posició de migcampista.
Va començar a destacar al Partizan de Belgrad, fins que el 1998 fitxa per l'AS Roma italiana. No té reeixida al club romà i és cedit en tres ocasions, dues d'elles al Deportivo Alavés i l'altra al Rayo Vallecano. Amb els bascos va jugar la final de la Copa de la UEFA del 2001, que l'Alavés va perdre per 5 a 4 davant el Liverpool FC.
El 2004 retorna al Partizan, equip en el qual es retira el 2007, per a passar a l'equip tècnic dels de Belgrad.
Ha estat internacional amb la selecció iugoslava en cinc ocasions.